# Supercouple
Et supercouple, super couple eller power couple er et par, hvor begge personer i offentlighedens øjne er magtfulde, velhavende, fremgangsrige eller kendte. Ægtefællerne/samleverne kan være succesrige inden for den samme profession eller inden for vidt forskellige professioner.
Begrebet opstod i USA i begyndelsen af 1980'erne, hvor det beskrev et fiktivt soap opera-par, Luke Spencer and Laura Webber, fra serien General Hospital. Derudover har en række par i spillefilm fået karakter af supercouples; således Rhett Butler og Scarlett O'Hara i Gone with the Wind eller Rick og Ilsa i Casablanca.
Især tabloidpressen har været medvirkende til at skabe medieopmærksomhed omkring supercouples i Hollywood; eksempelvis Ben Affleck og Jennifer Lopez (som blev kendt som "Bennifer"), forholdet mellem Brad Pitt og Angelina Jolie ("Brangelina"), og i Japan Jinnai Tomonori og Norika Fujiwara.

## Mulige eksempler på supercouples i Danmark før og nu
Der er for få eller ingen kildehenvisninger i dette afsnit, hvilket er et problem. Du kan hjælpe ved at angive troværdige kilder til de påstande, som fremføres.

### Statsministerpar
- Jens Otto Krag og Helle Virkner
- Poul Schlüter og Anne Marie Vessel Schlüter
- Poul Nyrup Rasmussen og Lone Dybkjær
- Helle Thorning-Schmidt og Stephen Kinnock

### Andre

#### Politik
- Folketingsformand, fhv. minister Mogens Lykketoft og fhv. kulturminister Jytte Hilden (1) og journalist Mette Holm (2)
- Minister Nina Bang og folketingsmedlem Gustav Bang
- Minister Bodil Koch og professor Hal Koch
- Minister Poul Møller og folketingsmedlem og programsekretær Lis Møller
- Minister Svend Auken og journalist og kritiker Bettina Heltberg
- Minister Karen Hækkerup og folketingsmedlem Ole Hækkerup
- Minister Per Hækkerup og folketingsmedlem Grete Hækkerup
- Minister Hans Hækkerup og fhv. folketingsmedlem Lise Hækkerup
- Fhv. minister Uffe Ellemann-Jensen og fhv. chefredaktør Alice Vestergaard
- Fhv. minister Ritt Bjerregaard og professor emeritus Søren Mørch
- Fhv. minister Thor Möger Pedersen og fhv. folketingsmedlem Nanna Westerby
- Fhv. minister Karen Jespersen og chefredaktør Ralf Pittelkow
- Fhv. minister Anita Bay Bundegaard og digter, maler, fhv. direktør Christian Bundegaard
- Folketingsmedlem, fhv. partiformand Pia Kjærsgaard og statsrevisor, regionsrådsmedlem Henrik Thorup
- Folketingsmedlem, partiformand Anders Samuelsen og operasangerinde Susanne Elmark
- Folketingsmedlem Magnus Heunicke og direktør Nina Groes
- Seniorforsker, fhv. folketingsmedlem Steen Folke og Inge Henningsen (1) og rådmand Gunvor Auken (2)
- Folketingsmedlem Fredrik Bajer og politiker Matilde Bajer
- Fhv. folketingsmedlem Malou Aamund og kanalchef Mikael Bertelsen
- Fhv. folketingsmedlem Mogens Camre og forfatterinde Vita Andersen
- Folketingsmedlemmerne Knud Bro og Lene Møller Bro

#### Centraladministration og erhvervsliv
- Fhv. højesteretspræsident Børge Dahl og direktør Benedicte Federspiel
- Kgl. nationalbankdirektør Lars Rohde og direktør Betina Hagerup
- Bestyrelsesformand Anders Eldrup og adm. direktør Merete Eldrup
- Adm. direktør Hans Skov Christensen og advokat Sys Rovsing
- Bestyrelsesformand Niels Jacobsen og højesteretsdommer Vibeke Rønne
- Landsdommer Frans Lichtenberg og advokat Merete Cordes
- Fhv. departementschef Per Loft og fhv. direktør Tut Loft
- Overlæge, planchef Lone de Neergaard og overlæge Michael von Magnus
- Erhvervsmand Johan Pedersson Uggla og rådmand Laura Hay
- Fhv. koncerndirektør Poul Svanholm og kunsthistoriker Lise Svanholm
- Direktør Agnete Gersing og direktør Anders Kronborg
- Bestyrelsesformand Asger Aamund og cand.jur. Suzanne Bjerrehuus
- Adm. direktør Thomas Hofman-Bang og underdirektør Charlotte Rønhof
- Janni Kjær og Simon Spies (1) og kammerherre, hofjægermester, godsejer Christian Kjær (2)
- Bestyrelsesformand Jess Myrthu og underdirektør Anna Vinding
- Ejendomsmæglerne Peter Norvig og Hanne Nørrisgaard
- Godsejer Heidi Sommer og erhvervsmand Ole Abildgaard

#### Videnskab
- Professor, dr.jur. Verner Goldschmidt og professor, dr.jur. Agnete Weis Bentzon
- Professor Torben Kragh Grodal og professor Birgit Grodal
- Professor, dr.scient. Dorte Olesen og professor, dr.phil. Gert Kjærgård Pedersen
- Rektor, dr.phil. Else Marie Bukdahl og professor, dr.theol. Torben Christensen
- Museumsinspektør, dr.phil. Ulla Kjær og museumsinspektør Poul Grinder-Hansen
- Lektor, ph.d. Theresa Scavenius og professor MSO, ph.d. David Budtz Pedersen

#### Presse og medier
- Chefredaktør Tøger Seidenfaden og redaktør Tine Eiby
- Direktør Peter Arnfeldt og nyhedschef Ulla Østergaard
- Underholdningschef Jarl Friis-Mikkelsen og direktør Jacqueline Friis-Mikkelsen
- Journalisterne Rasmus Tantholdt og Caroline Boserup (1) og Cecilie Beck (2) og Natasja Crone (3)[12]
- Direktør Michael Ulveman og chefredaktør Tina Nikolaisen
- Studievært Nynne Bjerre Christensen og fhv. chefredaktør Simon Andersen

#### Kunst, kultur og sport
- Malerne Michael Ancher og Anna Ancher
- Komponisten Carl Nielsen og billedhuggeren Anne Marie Carl Nielsen
- Malerne Carl-Henning Pedersen og Else Alfelt
- Billedhuggeren Bjørn Nørgaard og kunstneren Lene Adler Petersen
- Sangerinde Oh Land og maler Eske Kath
- Jazzmusiker Chris Minh Doky og hofdame Tanja Doky
- Sangerinde Pernille Rosendahl og bassist Johan Wohlert
- Sangerinde Ida Corr og fodboldspiller Jens Waltorp
- Fodboldspiller Nicklas Bendtner og godsejer Caroline Fleming (1) og skuespiller Julie Zangenberg (2)
- Sanger Thomas Helmig og psykolog Renée Toft Simonsen
- Sanger Burhan G og psykolog Sarah Zobel
- Cykelrytter Bjarne Riis og håndboldspiller Anne Dorthe Tanderup
- Sangerinde Lene Nystrøm og musiker Søren Rasted
- Rapper Liam O'Connor og skuespiller/tv-vært Christiane Schaumburg-Müller
- Arkitekt, lektor Poul Ingemann og adm. direktør Cristina Lage Hansen
- Underholdningschef Jan Lagermand Lundme og forfatter Tomas Lagermand Lundme
- Socialrådgiver, programvært Tine Bryld og lektor Claus Bryld (1) og byplanlægger Arne Gaardmand (2)
- Kunsthistoriker Bente Scavenius og skuespiller Joen Bille

##### Arkitekter
- Arkitekt Anna Maria Indrio og arkitekt, professor Jan Søndergaard
- Arkitekt, professor Boje Lundgaard og arkitekt Bente Aude (1) og arkitekt Dorte Mandrup (2)
- Arkitekt, lektor Merete Ahnfeldt-Mollerup og arkitekt, professor Thomas Wiesner
- Arkitekterne Eva og Nils Koppel
- Arkitekterne Inger og Johannes Exner
- Arkitekterne Karen og Ebbe Clemmensen

##### Skuespillere
- Casper Christensen og Iben Hjejle
- Johan Ludvig Heiberg og Johanne Luise Heiberg
- Stig Lommer og Lone Hertz
- Martinius Nielsen og Oda Nielsen
- Dirch Passer og Sigrid Horne-Rasmussen
- Axel Strøbye og Kirsten Jessen (1), Lone Hertz (2) og Hanne Borchsenius (3)
- Susse Wold og Erik Mørk (1) og Bent Mejding (2)